# Jaylen Brown
Jaylen Marselles Brown (Marietta, Georgia, 24 de octubre de 1996) es un baloncestista estadounidense que pertenece a la plantilla de los Boston Celtics de la NBA. Con 1,98 metros de estatura, juega en la posición de escolta.

## Trayectoria deportiva

### Universidad
Tras participar en 2015, en su etapa de instituto, en el prestigioso McDonald's All-American Game, jugó una temporada con los Golden Bears de la Universidad de California en Berkeley, en la que promedió 14,6 puntos y 5,4 rebotes por partido. Fue elegido mejor freshman del año e incluido en el mejor quinteto de la Pacific 12 Conference.

#### Estadísticas
| Año     | Equipo     | PJ | PT | MPP  | %TC  | %3P  | %TL  | RPP | APP | ROB | TPP | PPP  |
| ------- | ---------- | -- | -- | ---- | ---- | ---- | ---- | --- | --- | --- | --- | ---- |
| 2015–16 | California | 34 | 34 | 27.6 | .431 | .294 | .654 | 5.4 | 2.0 | .8  | .6  | 14.6 |

### Profesional

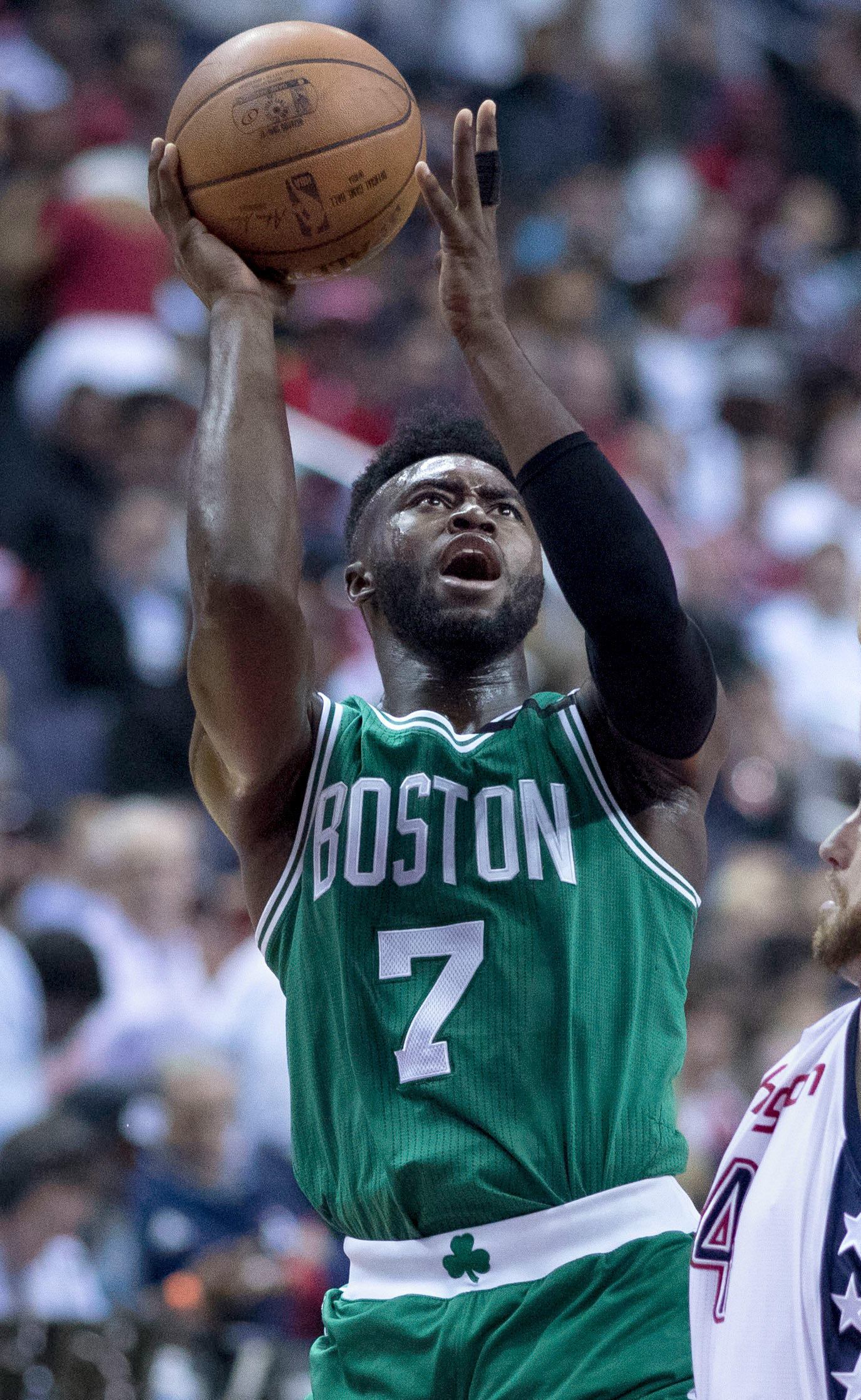
Brown con los Celtics en 2017.

Fue elegido en la tercera posición del Draft de la NBA de 2016 por Boston Celtics. Debutó en la liga el 2 de octubre ante Brooklyn Nets, logrando 9 puntos y 2 rebotes en 19 minutos de juego.
En su quinta temporada en Boston, titular indiscutible, el 23 de febrero de 2021, fue elegido por primera vez para disputar el All-Star Game que se celebró en Atlanta. El 21 de marzo, anotó 34 puntos en la victoria ante Orlando Magic. Ese día encestó 10 triples, siendo la segunda mejor marca de la historia de la franquicia de Boston, solo por detrás de su compañero Marcus Smart, con 11. A cuatro partidos del final de temporada, sufre una lesión por la que tuvo que ser operado, a causa de una rotura del ligamento de la muñeca izquierda. Hasta ese momento estaba promediando, 24,7 puntos y 3,4 asistencias por partido, siendo los números más altos con los mejores porcentajes de su carrera.
Durante su sexta temporada, el 2 de enero de 2022 ante Orlando Magic, anota 50 puntos, siendo el séptimo jugador en la historia de los Celtics, que llega a esta cifra en temporada regular. El 8 de enero ante New York Knicks, registra el primer triple doble de su carrera con 22 puntos, 11 rebotes y 11 asistencias.
En su séptima campaña con los Celtics, el 11 de enero de 2023, anota 41 puntos ante New Orleans Pelicans. El 2 de febrero se anunció su participación en el All-Star Game de Salt Lake City, siendo la segunda nominación de su carrera. El 26 de marzo anota 41 puntos ante San Antonio Spurs.
En julio de 2023 acuerda una extensión de contrato con los Celtics, por cinco años y $304 millones, siendo, en ese momento, la renovación más cara de la historia. Durante su octava temporada en Boston, el 8 de enero de 2024 ante Indiana Pacers, anota 40 puntos. El 1 de febrero se anunció su participación como suplente en el All-Star Game, siendo la tercera nominación de su carrera. El 7 de marzo anota 41 puntos y captura 14 rebotes ante Denver Nuggets. Ya en postemporada, el 23 de mayo en el segundo encuentro de finales de conferencia ante Indiana Pacers, anotó 40 puntos. Al término de esa serie fue nombrado MVP de las Finales de la Conferencia Este. El 17 de junio de 2024 se convierte en campeón de la NBA tras la victoria de Boston en las Finales a Dallas Mavericks (4-1), donde además fue nombrado MVP de las Finales.
Ya en su noveno año con los Celtics, el 27 de diciembre de 2024, anota 44 puntos ante Indiana Pacers. A finales de enero de 2025 se anunció su participación como reserva en el All-Star Game, siendo la cuarta nominación de su carrera.

## Estadísticas de su carrera en la NBA
|  | Denota temporadas en las que fue Campeón de la NBA |

### Temporada regular
| Año      | Equipo   | PJ  | PT  | MPP  | %TC  | %3P  | %TL  | RPP | APP | ROB | TPP | PPP  |
| -------- | -------- | --- | --- | ---- | ---- | ---- | ---- | --- | --- | --- | --- | ---- |
| 2016-17  | Boston   | 78  | 20  | 17.2 | .454 | .341 | .685 | 2.8 | .8  | .4  | .2  | 6.6  |
| 2017-18  | Boston   | 70  | 70  | 30.7 | .465 | .395 | .644 | 4.9 | 1.6 | 1.0 | .4  | 14.5 |
| 2018-19  | Boston   | 74  | 25  | 25.9 | .465 | .344 | .658 | 4.2 | 1.4 | .9  | .4  | 13.0 |
| 2019-20  | Boston   | 57  | 57  | 33.9 | .481 | .382 | .724 | 6.4 | 2.1 | 1.1 | .4  | 20.3 |
| 2020-21  | Boston   | 58  | 58  | 34.5 | .484 | .397 | .764 | 6.0 | 3.4 | 1.2 | .6  | 24.7 |
| 2021-22  | Boston   | 66  | 66  | 33.6 | .473 | .358 | .758 | 6.1 | 3.5 | 1.1 | .3  | 23.6 |
| 2022-23  | Boston   | 67  | 67  | 35.9 | .491 | .335 | .765 | 6.9 | 3.5 | 1.1 | .4  | 26.6 |
| 2023-24  | Boston   | 70  | 70  | 33.5 | .499 | .354 | .703 | 5.5 | 3.6 | 1.2 | .5  | 23.0 |
| Total    | Total    | 540 | 433 | 30.2 | .480 | .364 | .720 | 5.3 | 2.4 | 1.0 | .4  | 18.6 |
| All-Star | All-Star | 3   | 0   | 24.6 | .629 | .452 | .333 | 9.0 | 3.0 | 1.7 | .0  | 31.0 |

### Playoffs
| Año   | Equipo | PJ  | PT  | MPP  | %TC  | %3P  | %TL  | RPP | APP | ROB | TPP | PPP  |
| ----- | ------ | --- | --- | ---- | ---- | ---- | ---- | --- | --- | --- | --- | ---- |
| 2017  | Boston | 17  | 0   | 12.6 | .479 | .217 | .667 | 2.1 | .8  | .4  | .1  | 5.0  |
| 2018  | Boston | 18  | 15  | 32.4 | .466 | .393 | .640 | 4.8 | 1.4 | .8  | .6  | 18.0 |
| 2019  | Boston | 9   | 9   | 30.4 | .506 | .350 | .767 | 5.8 | 1.1 | .7  | .2  | 13.9 |
| 2020  | Boston | 17  | 17  | 39.5 | .476 | .358 | .841 | 7.5 | 2.3 | 1.5 | .5  | 21.8 |
| 2022  | Boston | 24  | 24  | 38.3 | .470 | .373 | .763 | 6.9 | 3.5 | 1.1 | .4  | 23.1 |
| 2023  | Boston | 20  | 20  | 37.6 | .496 | .354 | .689 | 5.6 | 3.4 | 1.1 | .4  | 22.7 |
| 2024  | Boston | 19  | 19  | 37.2 | .516 | .327 | .660 | 5.9 | 3.3 | 1.2 | .6  | 23.9 |
| Total | Total  | 124 | 104 | 33.2 | .486 | .356 | .723 | 5.6 | 2.4 | 1.0 | .4  | 19.1 |

## Vida personal
El padre de Brown es Quenton M. Brown, boxeador profesional, campeón mundial de la World Boxing Union (WBU) en 2016, campeón de peso pesado de la WBU en 2015 y miembro de la Junta de la Comisión de Boxeo del Estado de Hawái. También es primo del jugador de la NFL, A. J. Bouye.
Brown es principalmente vegetariano y tiene diversos intereses, como aprender español, estudiar historia, meditación y filosofía. También es un gran aficionado al fútbol. Muchos lo han descrito como un atleta inusual, con muchas ambiciones más allá del baloncesto. Brown, que es afroamericano, reunió un equipo de asesores principalmente afroamericanos antes del draft de la NBA, pero no llegó a contratar a ninguno. Algunos le criticaron por ser "demasiado inteligente" para jugar en la NBA. Esta crítica fue tomada por algunos como un prejuicio racial contra los afroamericanos.
A los 22 años, Brown se convirtió en el vicepresidente más joven de la 'National Basketball Players Association'. En los últimos años, ha dado charlas sobre la importancia de la educación y la tecnología tanto en la Universidad de Harvard como en el MIT.
Brown tiene un canal de YouTube, en el que ha publicado varias series de vídeos de estilo documental que muestran su vida durante la temporada y los entrenamientos fuera de temporada. El primer episodio, FCHWPO: Pawn to E4, se publicó el 31 de enero de 2017. El título del vídeo hace referencia a la afición de Brown por el ajedrez. El término "FCHWPO", que también es el nombre de Brown en Twitter e Instagram, significa: "Faith, Consistency, Hard Work Pays Off" (La fe, la constancia y el trabajo duro dan sus frutos).
Ha mantenido relaciones sentimentales con la supermodelo Bernice Burgos, la cantante H.E.R. y la jugadora de la WNBA Kysre Gondrezick.

### Labor social
El 30 de mayo de 2020, en medio de las protestas por la muerte de George Floyd, Brown condujo 15 horas hasta Atlanta para encabezar una de las protestas pacíficas:

“He conducido 15 horas para poder estar en Georgia, en mi comunidad. Se trata de una protesta pacífica. Ser una persona famosa, ser un jugador de la NBA no me puede excluir de situaciones como la que ha ocurrido. Lo primero de todo es que soy negro y parte de esta comunidad. Estamos creando conciencia sobre algunas de las injusticias que hemos estado viendo. Porque no está bien lo que está pasando”.

El 24 de abril de 2020, fue muy crítico con las medidas tomadas por Brian Kemp (Gobernador de Georgia), su estado natal, con el levantamiento de las restricciones por el COVID-19:

“Creo que ahora mismo deberíamos estar unidos en nuestra postura. No considero que sea un juego político.” “Como oriundo de Georgia me siento muy incómodo porque tengo familia y amigos que serán los primeros en volver a la sociedad. No quiero que Georgia sea el conejillo de indias de lo que la economía está tratando de hacer para empezar de nuevo”

“Me siento con la obligación. Viniendo de la comunidad donde pertenezco, aunque haya aumentado mi movilidad social al ser un atleta y poder tener cierto nivel de economía, mis orígenes siguen siendo humildes”

El 11 de julio de 2020, varios jugadores criticaban las condiciones dentro de la "burbuja de Orlando" (instalaciones, comida), pero Brown salió al paso, pidiendo al resto de jugadores que fueran más consecuentes:

“Es comprensible que las condiciones sean distintas a las habituales, pero no hay necesidad de quejarse.” “Creo que todos tenemos orígenes humildes y deberíamos tratar de tener amplitud de miras para no desviar la atención sobre lo que está ocurriendo en el mundo real. Lo verdaderamente importante es la parte baloncestística, y en ese sentido todo va a ser muy sencillo para nosotros. Tenemos que acomodarnos de forma lenta pero segura”

El 27 de agosto de 2020, en medio de la polémica por la reanudación de la temporada NBA, la posible suspensión de la misma debido a algunos plantones de jugadores y equipos, Brown instó a los jugadores que querían terminar la temporada, a unirse a las protestas fuera de la burbuja:

“¿Os vais a ir a casa para trabajar? ¿O vais a ir a casa para estar en primera línea?”

El 5 de octubre de 2020, después de ser una de las principales caras visibles de la NBA de movimiento ‘Black Lives Matter’, confirmó que no descansará en su propósito y que continuará usando su voz con el fin de promover el cambio en distintos temas sociales, especialmente en todo lo relacionado con la igualdad racial:

“En este momento, hay mucha gente que lo ve en los titulares o que habla sobre ello, por lo que sentimos que es ya una tendencia. No quiero que sea algo puntual, sino un movimiento.” “Voy a hacer todo lo que pueda mientras esté aquí para ayudar a las personas. O para que la gente se de cuenta de que no hay suficientes oportunidades para que la gente pueda alcanzar un nivel de éxito en este país. Especialmente entre las personas que se parecen a mí.”

Al día siguiente, la NBA condecoró a Jaylen con el premio NBA Community Assist Award de la temporada 2019-20, por su compromiso y labor social.